# Высокобонитетный сосновый лес на коренном берегу реки Протвы
Высокобонитетный сосновый лес на коренном берегу реки Протвы — государственный природный заказник (комплексный) регионального (областного) значения Московской области, целью которого является сохранение ненарушенных природных комплексов, их компонентов в естественном состоянии; восстановление естественного состояния нарушенных природных комплексов, поддержание экологического баланса. Заказник предназначен для:
- сохранения и восстановления природных комплексов;
- сохранения ненарушенных природных комплексов;
- сохранения местообитаний редких видов растений и животных;
- ведения мониторинга видов животных и растений, занесенных в Красную книгу Московской области;
- выполнения научно-исследовательских работ по изучению объектов особой охраны заказника.

Заказник основан в 1987 году. Местонахождение: Московская область, Наро-Фоминский городской округ. Заказник состоит из трех участков: участок 1 расположен в 0,7 км к юго-западу от деревни Ахматово, в 0,3 км к северу от деревни Телешово; участок 2 расположен к юго-востоку от деревни Ефаново; участок 3 расположен к северо-востоку от деревни Ревякино, в непосредственной близости. Площадь заказника составляет 363,46 га (участок 1 — 274,63 га, участок 2 — 40,10 га, участок 3 — 48,73 га). Участок 1 включает кварталы 48 и 49; участок 2 включает часть квартала 52 Вышегородского участкового лесничества Наро-Фоминского лесничества (к западу от автомобильной дороги Волченки — Никольское); участок 3 включает часть квартала 52 Вышегородского участкового лесничества Наро-Фоминского лесничества (к востоку от автомобильной дороги Волченки — Никольское).

## Описание
Территория заказника располагается на юго-восточном макросклоне Смоленско-Московской возвышенности в зоне распространения волнистых, плоскохолмистых и плоских моренно-водно-ледниковых, свежих и влажных равнин. Абсолютные высоты на территории заказника изменяются от 143 м (уровень уреза воды реки Протвы на участке 1) до 197 м (отметка на междуречной равнине в серной части участка 2) над уровнем моря.
Кровля дочетвертичного фундамента в заказнике представлена среднекарбоновыми доломитами и известняками с прослоями глин и мергелей (по долине Протвы), а также глинами с прослоями известняков (на междуречье). Четвертичные отложения на территории заказника образованы преимущественно водно-ледниковыми песками, глинами и суглинками, а также древнеаллювиальными и аллювиальными песчаными и суглинистыми отложениями.
Участок 1 заказника включает пологонаклонные поверхности холмисто-волнистой моренно-водно-ледниковой междуречной равнины, а также левобережный фрагмент долины реки Протвы, прорезаемый овражно-балочными формами рельефа. Абсолютные высоты участка изменяются от 143 до 196 м над уровнем моря.
В пределах склона долины Протвы южной экспозиции выделяются две надпойменные террасы, ширина которых составляет 50—100 м. Относительная высота первой террасы составляет 10—15 м над рекой Протвой. Склоны террасы имеют крутизну 5—7 градусов, редко до 10—15 градусов. Вторая надпойменная терраса имеет относительную высоту около 20—25 м над рекой и характеризуется более пологими склонами — крутизной 4—6 градусов. Поверхности террас сложены песчаными и суглинистыми древнеаллювиальными отложениями.
Во многих местах террасы и склоны долины расчленены многочисленными оврагами V-образной формы различных размеров (шириной от 3—4 м до 30—50 м). Крутизна склонов оврагов достигает 30—35 градусов.
В пределах долинного комплекса реки Протвы сформировалась узкая пойма, затапливаемая паводковыми водами. Поверхности поймы имеют ширину около 5—20 м и уклоны 2—4 градусов. Тыловой шов поймы в период высокой воды подмывается — здесь выходит на поверхность обнажение коричнево-розоватых песков высотой около 2 м.
Почвенный покров на территории участка 1 представлен преимущественно дерново-подзолистыми почвами и дерново-подзолами. На пойме реки Протвы образовались аллювиальные темногумусовые и аллювиальные темногумусовые квазиглеевые почвы.
Участок 2 заказника располагается на абсолютных высотах 150—197 м над уровнем моря и включает крутые левобережные склоны (до 30—35 градусов) долины реки Протвы юго-западной экспозиции и фрагмент междуречной равнины, прорезаемый оврагом.
Долинный склон на участке расчленен густой сетью овражно-балочных форм различной длины. На крутых незалесённых склонах эрозионных форм развиваются процессы осыпания и оползания рыхлого материала. В устьевых частях оврагов и балок сформировались конусы выноса, выполненные песчано-суглинистыми отложениями.
Наиболее крупный овраг образовался в центральной части участка. Протяжённость оврага достигает 1 км, крутизна бортов оврага — до 15—20 градусов. Приовражные пологонаклонные междуречные поверхности имеют крутизну в пределах 3—5 градусов. Здесь получили развитие карстово-суффозионные процессы с формированием воронок диаметром до 3—6 м.
Гидрологический сток на территории участка направлен в реку Протву. Водотоки представлены ручьями, вытекающими из-под крутого склона долины на пойму и впадающими в Протву. Ручьи характеризуются шириной русла около 0,3 м и глубиной 0,1 м, песчаным дном и наличием в руслах глыб известняка.
Почвенный покров участка 2 представлен в основном дерново-подзолистыми почвами и дерново-подзолами, а в местах близкого залегания карбонатных коренных пород — карболитозёмами тёмногумусовыми. В пойме реки Протвы развиты аллювиальные тёмногумусовые и аллювиальные тёмногумусовые квазиглеевые почвы.
Участок 3 заказника вытянут узкой (100—150 м) полосой вдоль левобережной поймы реки Протвы и включает склоны её долины южной экспозиции, а также крупный овраг, прорезающий, помимо долинных склонов, междуречную равнину. Абсолютные высоты на участке колеблются в пределах 145—180 м над уровнем моря.
В границах участка на склоне долины выражена площадка первой надпойменной террасы, расположенная на высоте 10—15 м над рекой. Поверхность площадки террасы слабоволнистая, с уклонами не более 2-4 градусов. На пологонаклонных поверхностях здесь встречаются карстово-суффозионные воронки диаметром от 2 до 5 м. Уступ террасы имеет крутизну до 20—25 градусов. Во многих местах поверхности террасы и склона долины изрезаны овражно-балочной сетью.
Наиболее крупный овраг участка приурочен к его центральной части. Длина оврага в границах участка — 0,9 км, ширина — 170—200 м в устьевой части. Овраг имеет V-образную форму поперечного профиля, крутизна бортов составляет 15—20 градусов.
Гидрологический сток на территории участка 3 направлен на юг в реку Протву. По днищу оврага в центре участка протекает ручей — левый приток Протвы. Ширина водотока — около 1 м, глубина — 0,1 м. Дно ручья сложено щебнистым материалом известкового состава.
Почвенный покров на территории участка 3 заказника представлен преимущественно дерново-подзолами, а на крутых склонах в местах близкого залегания карбонатных коренных пород — карболитоземами тёмногумусовыми. На пониженных участках сформировались дерново-подзолы глеевые.

### Флора и растительность
В растительном покрове преобладают сосновые и берёзово-сосновые леса на коренном склоне долины Протвы; на водоразделе в западной части заказника к ним примыкают ельники. Характер лесов на склонах долины сходен для всех трёх участков заказника.
На участке 1 представлены сосновые и сосново-березовые леса коренного склона долины реки Протвы и сообщества еловых, березово-еловых и осиново-еловых водораздельных лесов.
Еловые и березово-еловые (реже — сосново-еловые) леса приурочены к прилежащим к долине поверхностям водоразделов и, частично, верхним выположенным частям склонов. Высота елей достигает местами 30 м при диаметре стволов до 60 см. Сомкнутость крон в среднем составляет 0,7—0,8. Иногда отмечается примесь осины. Подлесок, как правило, не выражен. В травяно-кустарничковом ярусе преобладают таёжные виды, в основном — кислица обыкновенная, встречаются ортилия однобокая, грушанка круглолистная, майник двулистный, скерда болотная, щитовник картузианский. В этих лесах встречаются плаун булавовидный (редкий и уязвимый вид, не включенный в Красную книгу Московской области, но нуждающийся на территории области в постоянном контроле и наблюдении) и одноцветка одноцветковая (вид, занесенный в Красную книгу Московской области). Зеленые мхи покрывают от 20 до 70 процентов почвы. Местами встречаются мелкотравно-широкотравные леса с участием живучки ползучей, чины весенней, перловника поникшего, купены душистой и подлесника европейского (вид, занесенный в Красную книгу Московской области). При наличии в лесах мощного елового подроста формируются мертвопокровные типы сообществ.
Леса с преобладанием березы (высота до 28 м при диаметре стволов до 55 см), как правило, характеризуются небольшой сомкнутостью (0,4—0,5) и участием ели и сосны. Часто выражен кустарниковый ярус из лещины или рябины. В травяно-кустарничковом покрове ведущая роль принадлежит мелкотравью (кислица, грушанка круглолистная, ожика волосистая) при участии таких видов, как вербейники монетчатый и обыкновенный, валериана лекарственная, земляника лесная, живучка, мерингия трёхжилковая, есть редкотравные участки.
В восточной части квартала 48 имеются сосновые культуры 40—50-летнего возраста с травяно-кустарничковым ярусом, сочетающим в себе луговые виды (полевица тонкая, бедренец-камнеломка, подмаренник мягкий) и лесные (кислица, черника). Близ западной границы заказника в посадках к сосне примешивается ель.
Основным объектом, послужившим причиной создания заказника, выступают сосновые леса на крутых склонах долины реки Протвы. Высота сосен здесь достигает 28—32 м при диаметре стволов в среднем 50—60 см (до 80—85 см). Как правило, имеется большая или меньшая примесь ели. Также в сложении древостоев на террасированных склонах принимают участие береза, осина, изредка дуб и липа. Сомкнутость крон — 0,6—0,8. Местами выражен второй ярус древостоя из ели сомкнутостью крон до 0,8 при высоте елей до 14—16 м. Единично отмечается подрост дуба.
Кустарники представлены во всех типах сосновых лесов заказника, но выраженный подлесок образуют в основном в лесах средних и верхних частей более пологих склонов. Как правило, доминирует лещина или группа видов, включающая бересклет бородавчатый, рябину, крушину ломкую, жимолость лесную, реже — можжевельник обыкновенный, малину, калину, шиповник майский. Редко и единично встречаются древовидные экземпляры можжевельника высотой до 2,5—7,5 м (редкий и уязвимый вид, не включенный в Красную книгу Московской области, но нуждающийся на территории области в постоянном контроле и наблюдении).
В верхних частях более пологих склонов отмечены травяно-папоротниково-кисличные леса; в средней и нижней — преобладают вейниковые, травяно-вейниковые, изредка — мелкотравно-вейниковые леса с вейником тростниковидным, костяникой, дудником лесным, пахучкой обыкновенной, вербейником монетчатым, геранью лесной, буквицей лекарственной, чиной лесной, фиалкой холмовой, клевером средним, колокольчиком персиколистным, земляника мускусная (последние два — редкие и уязвимые виды, не включенные в Красную книгу Московской области, но нуждающиеся на территории области в постоянном контроле и наблюдении), которая местами образует крупные куртины.
Среди сосновых склоновых лесов встречаются разнотравно-злаковые и злаково-разнотравные луга часто со значительным участием бобовых растений. Из злаков обильны овсяницы луговая и красная, тимофеевка луговая, ежа сборная, полевица тонкая. Разнотравье и бобовые представлены такими видами, как: клевер средний, земляника зелёная, репешок обыкновенный, василек шероховатый, осоки соседняя и мохнатая, пупавка красильная, нивяник, колокольчик рапунцелевидный, полыни горькая и равнинная, короставник полевой, гвоздика травянка, фиалка собачья. В нижних частях крутых склонов, часто переходящих в обрывы, встречаются луговины с преобладанием вейника наземного с участием василька шероховатого, пахучки, земляники зелёной, люцерны серповидной. На террасированных склонах представлены луга с преобладанием ежи сборной, девясила иволистного, герани болотной, купыря лесного.
В местах разгрузки подсклоновых грунтовых вод на пойме реки Протвы формируются сероольховые кустарниковые (черемуха, бузина, малина) влажнотравные с крапивой и таволгой леса, где отмечены ежевика сизая, сныть обыкновенная, живучка ползучая, щитовник картузианский, яснотка крапчатая, чистец болотный, незабудка болотная, звездчатка дубравная, вербейник монетчатый, гравилат речной.
На участке 2 по террасированным частям склонов встречаются сосновые со вторым ярусом из дуба лещиновые папоротниково-вейниковые и широкотравно-вейниковые леса, в сложении травяного яруса которых принимают участие медуница неясная, воронец колосистый, звездчатка жестколистная, фиалка удивительная, хвощ луговой, костяника, живучка, вороний глаз, щитовник мужской, мицелис стенной. Изредка встречается подъельник обыкновенный.
В верхних частях склонов балок, примыкающих к водоразделам, формируются елово-сосновые с березой широкотравно-мелкотравные и мелкотравно-широкотравные, местами — зеленомошные, леса с участием ортилии однобокой, голокучника Линнея (обыкновенного), грушанки круглолистной, вероники лекарственной, перловника поникшего, коротконожки перистой, живучки ползучей, колокольчика крапиволистного (редкий и уязвимый вид, не включенный в Красную книгу Московской области, но нуждающийся на территории области в постоянном контроле и наблюдении). Местами встречаются мертвопокровные леса с обильным подростом ели.
На нескольких более пологих участках склонов среди сосновых злаково-разнотравных лесов встречаются березово-сосновые коротконожковые. По их опушкам была отмечена занесенная в Красную книгу Московской области скерда тупокорневищная. Местами, как и на участке 1, среди сосновых и березовых склоновых лесов есть участки суходольных злаково-богаторазнотравных лугов.
В нижних частях склонов развиты мелкотравно-вейниково-костяничные леса с участием ортилии однобокой, грушанки круглолистной, мерингии трёхжилковой, земляники лесной, щитовника картузианского, или игольчатого, гравилата городского, перловника поникшего, ландыша майского. По опушкам лесов в нижней части склона ближе к реке изредка разрастается эхиноцистис лопастной.
В нижней части склона и на прилежащей поверхности, а также местами на небольших участках по междуречью встречаются небольшие фрагменты сосновых посадок. Большинство посадок загущены, сосны достигают высоты 10 м. Травяной покров в лесокультурах посадок практически отсутствует или сильно разрежен и представлен в основном луговыми видами, имеются следы пожаров.
На участке 3 представлены сосновые и березово-сосновые кустарниковые злаково-разнотравные леса. В сложении древостоев принимают участие береза, осина, изредка дуб и липа. Из кустарников встречаются лещина, бересклет бородавчатый, крушина ломкая, можжевельник обыкновенный, калина, шиповник майский. В травяном ярусе отмечены земляника зелёная, репешок обыкновенный, живучка ползучая, полевица тонкая, клевер луговой и средний, лапчатка прямостоячая, вероника дубравная, фиалка собачья, подмаренник мягкий, манжетка (виды), любка двулистная (редкий и уязвимый вид, не включенный в Красную книгу Московской области, но нуждающийся на территории области в постоянном контроле и наблюдении).
В верхних частях более крутых склонов развиты сосновые и березово-сосновые с елью, местами — с рябиной во втором ярусе, корневищно-осоковые, вейниково-широкотравные и волосистоосоковые леса. В этих лесах встречаются группы чины чёрной (вид, занесенный в Красную книгу Московской области).
К средним частям крутых склонов приурочены одни из наиболее интересных сосновых лесов заказника — злаково-разнотравные с южными лесостепными видами. Из злаков преобладает овсяница красная, реже — вейник наземный, встречаются трясунка средняя, душистый колосок, овсяница овечья. Разнотравье представляют земляника зелёная, репешок, смолка клейкая, ястребиночка волосистая, фиалка скальная, зверобой продырявленный, вероники широколистная и лекарственная, бедренец камнеломка, клевер золотистый, горный и средний, астрагал солодколистный, лапчатки Гольдбаха и серебристая, буквица лекарственная, колокольчик персиколистный, подорожник средний, кошачья лапка двудомная, сушеница лесная. Отмечается целый ряд видов, занесенных в Красную книгу Московской области: козелец низкий, мытник Кауфмана, горечавка крестовидная, лапчатка белая, ветреница лесная (обильна). Изредка встречается колючник Биберштейна (редкий и уязвимый вид, не включенный в Красную книгу Московской области, но нуждающийся на территории области в постоянном контроле и наблюдении).
По сыроватым ложбинам стока на склонах ниже опушки леса растут группы орхидных растений, таких как тайник яйцевидный и пальчатокоренник Фукса (оба — редкие и уязвимые виды, не включенные в Красную книгу Московской области, но нуждающиеся на территории области в постоянном контроле и наблюдении).
В нижних частях склонов и по опушкам встречаются единичные экземпляры дикорастущей груши обыкновенной (редкий и уязвимый вид, не включенный в Красную книгу Московской области, но нуждающийся на территории области в постоянном контроле и наблюдении).
Крутой склон долины Протвы прорезают несколько довольно глубоких оврагов и балок. У самых водотоков, по днищам более узких балок, сформировались камышово-крапивно-таволговые сообщества с участием мягковолосника водяного, селезеночника очереднолистного и незабудки болотной. Ближе к бортам оврагов они сменяются березово-сероольховым (изредка — с елью) с малиной и черемухой в подлеске таволговым лесом, где в сложении травяного яруса участвуют также чистец лесной, крапива, живучка ползучая, кочедыжник женский, щитовник мужской, гравилат речной. По днищам более широких балок формируются обширные заросли крапивы, сменяемые по приближении к бортам или руслу водотока сероольховыми и черёмухово-сероольховыми влажнотравными сообществами с крапивой, гравилатом речным, подмаренником цепким, норичником шишковатым, недотрогой обыкновенной, пасленом сладко-горьким; хмелем вьющимся. В нижних частях склонов отмечаются сосновые с берёзой хвощёвые и травяно-таволговые леса.
У подножья коренного склона в местах разгрузки грунтовых вод формируются сероольховые и вязово-сероольховые с участием ольхи чёрной кустарниковые (черемуха, бузина, малина) влажнотравные с крапивой и таволгой леса, где растут ежевика сизая, сныть обыкновенная, яснотка крапчатая, чистец болотный, незабудка болотная, звездчатка дубравная, вербейник монетчатый, гравилат речной, а также колокольчик широколистный (редкий и уязвимый вид, не включенный в Красную книгу Московской области, но нуждающийся на территории области в постоянном контроле и наблюдении).
Близ участков с обильной разгрузкой подсклоновых вод в этих лесах формируются своеобразные небольшие висячие «болотца» — луговины с преобладанием видов влажнотравья. Чаще всего наиболее массовыми видами выступают хвощ речной, осока волосистоплодная, манник дубравный (редкий и уязвимый вид, не включенный в Красную книгу Московской области, но нуждающийся на территории области в постоянном контроле и наблюдении). Здесь, а также в прилежащих ольшаниках произрастает занесенный в Красную книгу Московской области норичник теневой, или крылатый, а также посконник коноплёвый (редкий и уязвимый вид, не включенный в Красную книгу Московской области, но нуждающийся на территории области в постоянном контроле и наблюдении).
По берегу реки Протвы в восточной части заказника растет гулявник прямой (редкий и уязвимый вид, не включенный в Красную книгу Московской области, но нуждающийся на территории области в постоянном контроле и наблюдении), василистник простой, повой заборный, обилен двукисточник тростниковидный.
В реке обычны рдесты (плавающий, гребенчатый, курчавый, блестящий), сусак зонтичный, уруть колосистая, стрелолист обыкновенный, кубышка жёлтая и кувшинка белоснежная (редкий и уязвимый вид, не включенный в Красную книгу Московской области, но нуждающийся на территории области в постоянном контроле и наблюдении).

### Фауна
Видовой состав фауны позвоночных животных заказника типичен для спелых хвойных и смешанных хвойно-мелколиственных лесов запада Московской области. В заказнике обитает ряд редких и охраняемых видов животных.
На территории заказника отмечено обитание 92 видов наземных позвоночных животных, из них пять видов амфибий, два вида рептилий, 67 видов птиц и 18 видов млекопитающих.
Основу фаунистического комплекса наземных позвоночных животных составляют виды, характерные для лесных и лугово-полевых местообитаний средней полосы европейской России.
В пределах участка 1 можно выделить четыре основных зоокомплекса (зооформации): зооформацию спелых хвойных лесов, зооформацию мелколиственных лесов; зооформацию опушечных местообитаний, зооформацию околоводных и водных местообитаний.
В спелых и приспевающих хвойных лесах из млекопитающих характерны лесная куница, обыкновенная белка, рыжая полевка. В склонах оврагов располагаются поселения барсука (редкий и уязвимый вид, не включенный в Красную книгу Московской области, но нуждающийся на территории области в постоянном контроле и наблюдении). Из птиц обитают перепелятник, тетеревятник, рябчик, желна, большой пестрый дятел, сойка, кедровка (вид, занесённый в Красную книгу Московской области), крапивник, пеночка-трещотка, зелёная пеночка, мухоловка-пеструшка, малая мухоловка, желтоголовый королек, белобровик, пухляк, чиж, поползень. Из земноводных характерна серая жаба.
Участки мелколиственного леса, как правило, сыроватого (включая сероольшаники в пойме Протвы и по оврагам) из млекопитающих населяет обыкновенный еж, малая лесная мышь. Из птиц здесь обитают вяхирь, обыкновенная кукушка, белоспинный дятел (вид, занесенный в Красную книгу Московской области), зелёный дятел (вид, занесенный в Красную книгу Московской области), иволга, пеночка-весничка, пересмешка, славка-черноголовка, садовая славка, зарянка, обыкновенный соловей, певчий дрозд, чёрный дрозд, длиннохвостая синица, большая синица, обыкновенная лазоревка.
Во всех типах лесов встречаются лось, кабан, зяблик, пеночка-теньковка, остромордая и травяная лягушки.
Зооформация опушечных местообитаний менее характерна для участка 1 по сравнению с другими участками заказника. Из млекопитающих здесь встречаются обыкновенная полевка, горностай, ласка; из птиц характерны серая славка, обыкновенная чечевица, щегол, коноплянка, обыкновенная овсянка. Из пресмыкающихся в этих типах биотопов обитает живородящая ящерица.
В лесных и лугово-опушечных биотопах встречается обыкновенный крот, обыкновенная лисица, заяц-беляк, лесной конек.
Водные и околоводные местообитания представлены узкой полосой берега реки Протвы. Здесь отмечаются из млекопитающих обыкновенная кутора (редкий и уязвимый вид, не включённый в Красную книгу Московской области, но нуждающийся на территории области в постоянном контроле и наблюдении), американская норка, водяная полёвка, мышь-малютка. Из птиц на реке обитают кряква, бекас, озерная чайка, речная крачка (редкий и уязвимый вид, не включенный в Красную книгу Московской области, но нуждающийся на территории области в постоянном контроле и наблюдении), обыкновенный зимородок (вид, занесённый в Красную книгу Московской области), береговая ласточка; в кустарнике и высокотравье по берегам отмечены камышевка-барсучок, болотная и садовая камышевки, речной сверчок; над водными и околоводными незалесёнными пространствами кормится чёрный коршун (вид, занесенный в Красную книгу Московской области). Из пресмыкающихся здесь отмечается обыкновенный уж (вид, занесённый в Красную книгу Московской области), из земноводных — озёрная и прудовая лягушки.
Участки 2, 3 расположены в пределах единого природного массива со схожим набором местообитаний и разделены только неширокой автомобильной дорогой, таким образом, эти участки неделимы с точки зрения представленных здесь зооформаций.
На этих участках распространены три основные зооформации — зооформация спелых хвойных лесов; зооформация мелколиственных лесов; зооформация опушечных местообитаний.
Зооформация хвойных лесов распространена на этих Участках в пределах высокоствольных разреженных сосновых лесов, занимает на данном участке склоны южной экспозиции. Здесь встречаются все обычные виды, что и в хвойных лесах участка 1.
Небольшие участки сырого мелколиственного леса занимают днища оврагов. Данная зооформация имеет на этих Участках значительно меньшее распространение, чем на участке 1. Здесь встречаются вяхирь, обыкновенный соловей, обыкновенная лазоревка, поползень, травяная и остромордая лягушки.
Опушечные местообитания имеют здесь большую протяжённость. Помимо обычных видов, характерных для участка 1, здесь встречается ряд иных видов, в том числе редких и охраняемых: луговой лунь (вид, занесенный в Красную книгу Московской области), канюк, пустельга (редкий и уязвимый вид, не включенный в Красную книгу Московской области, но нуждающийся на территории области в постоянном контроле и наблюдении), дербник (вид, занесенный в Красную книгу Московской области), коростель, перепел (редкий и уязвимый вид, не включенный в Красную книгу Московской области, но нуждающийся на территории области в постоянном контроле и наблюдении), стриж, деревенская ласточка, полевой жаворонок, белая трясогузка, луговой конек (редкий и уязвимый вид, не включенный в Красную книгу Московской области, но нуждающийся на территории области в постоянном контроле и наблюдении), луговой чекан. Широко представлены в опушечных местообитаниях различные насекомые, в том числе и редкие виды, занесенные в Красную книгу Московской области: жужжало малое, коконопряд молочайный, махаон, углокрыльница V-белое, а также редкие и уязвимые виды, не включенные в Красную книгу Московской области, но нуждающиеся на территории области в постоянном контроле и наблюдении, — малый винный бражник, дневной павлиний глаз.

## Объекты особой охраны заказника
Охраняемые экосистемы: сосновые и елово-сосновые разнотравно-злаковые и злаково-разнотравные, травяно-кисличные, мелкотравно-вейниково-костяничные, широкотравно-мелкотравные местами с липой и дубом леса; березово-сосновые злаково-разнотравные и вейниково-широкотравные леса; еловые, березово-еловые и сосново-еловые кисличные, папоротниково-кисличные и мелкотравно-широкотравные леса; вязово-сероольховые, березово-сероольховые и сероольховые влажнотравные леса; разнотравно-злаковые и злаково-разнотравные луга; склоновые сочения с зарослями влажнотравья.
Места произрастания и обитания охраняемых в Московской области, а также иных редких и уязвимых видов животных и растений, а также барсука, перепела.
Охраняемые в Московской области, а также иные редкие и уязвимые виды растений:
- виды, занесенные в Красную книгу Московской области: ветреница лесная, лапчатка белая, чина чёрная, подлесник европейский, одноцветка одноцветковая, горечавка крестовидная, или перекрестнолистная, мытник Кауфмана, норичник теневой, или крылатый, козелец низкий, или приземистый, скерда тупокорневищная, или обгрызенная;
- виды, являющиеся редкими и уязвимыми таксонами, не включенные в Красную книгу Московской области, но нуждающиеся на территории области в постоянном контроле и наблюдении: плаун булавовидный, можжевельник обыкновенный (древовидные экземпляры), пальчатокоренник Фукса, любка двулистная, тайник яйцевидный, груша обыкновенная (природные популяции), колокольчики персиколистный, широколистный и крапиволистный, посконник коноплевый, колючник Биберштейна, гулявник прямой, кувшинка белоснежная.

Охраняемые в Московской области, а также иные редкие и уязвимые виды животных:
- виды, занесенные в Красную книгу Московской области: чёрный коршун, луговой лунь, дербник, зимородок, белоспинный дятел, зелёный дятел, кедровка, обыкновенный уж, жужжало малое, коконопряд молочайный, махаон, углокрыльница V-белое;
- виды, являющиеся редкими и уязвимыми таксонами, не включенные в Красную книгу Московской области, но нуждающиеся на территории области в постоянном контроле и наблюдении: пустельга, речная крачка, малый винный бражник, дневной павлиний глаз.